# Specie-specificità della fecondazione
Con il termine specie-specificità della fecondazione ci si riferisce all'esclusività degli spermatozoi della stessa specie, di poter penetrare all'interno della cellula uovo della stessa specie. Vi sono infatti specifiche proteine poste sulla membrana plasmatica della cellula uovo che riconoscono lo spermatozoo. Questo è particolarmente importante per animali che fecondano l'uovo all'esterno del grembo, come in acqua. In questo modo le proteine specifiche della membrana prevengono la fecondazione da parte di spermatozoi non appartenenti alla stessa specie.